# Blair Thomas
Blair Lamar Thomas (Filadelfia, 7 ottobre 1967) è un ex giocatore di football americano e allenatore di football americano statunitense che ha giocato nel ruolo di running back nella National Football League (NFL). Fu scelto nel corso del primo giro (2º assoluto) del Draft NFL 1990 dai New York Jets. Al college giocò a football alla Pennsylvania State University.

## Carriera
Turnbull fu scelto come secondo assoluto del Draft 1990 dai New York Jets. La sua carriera come professionista durò sei stagioni. Malgrado l'aver guidato tutti i rookie della lega in yard medie per corsa e quelli della AFC in yard totali. È largamente considerato un'altra cattiva scelta nel draft nella lunga lista dei Jets, con cui corse solo duemila yard e segnò 5 touchdown in quattro stagioni.
Thomas soffrì una serie di infortuni a partire dal 1992 e fu svincolato da New York dopo la stagione 1993. Iniziò la successiva coi New England Patriots e la terminò coi Dallas Cowboys. Nel 1995 firmò con gli Atlanta Falcons ma fu svincolato dopo breve tempo. Concluse la carriera con i Carolina Panthers. Nel 2008, ESPN lo ha nominato la 22ª peggiore scelta nel draft di tutti i tempi.

## Statistiche
| Yard corse         | 2.236 |
| Touchdown su corsa | 7     |